# Targa Florio 1926
 (avril 2019).

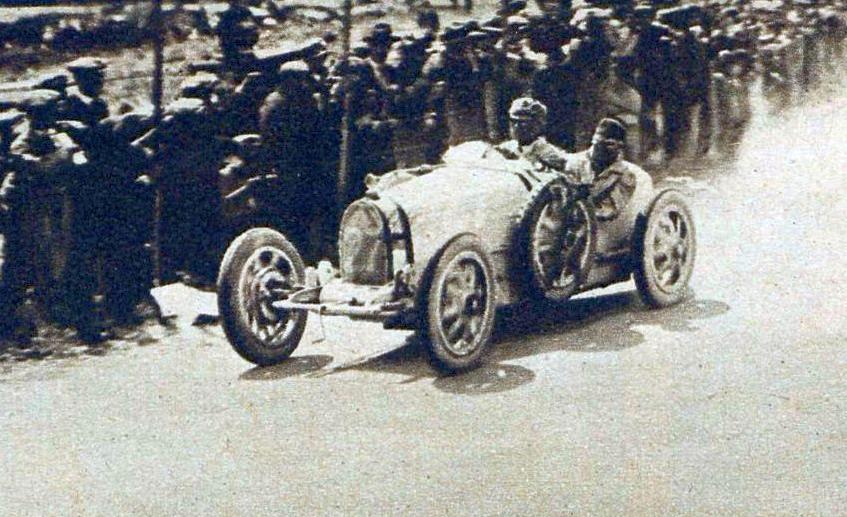
Constantini vainqueur de la Targa Florio 1926

La 17e Targa Florio a lieu le 25 avril 1926. Elle est marquée par l'accident mortel du comte Giulio Masetti, as florentin qui perd le contrôle de sa monoplace Delage.
Bartolomeo Costantini remporte la 17e Targa Florio au volant d'une Bugatti type 35T, suivi de Ferdinando Minoia et Jules Goux, 2e et 3e également sur Bugatti.
Baconin Borzacchini est victorieux catégorie 1 100 cm3 sur Salmson, suivi de Rallo aussi sur Salmson, et de Zubiaga sur Austin.